# 베겔레벤

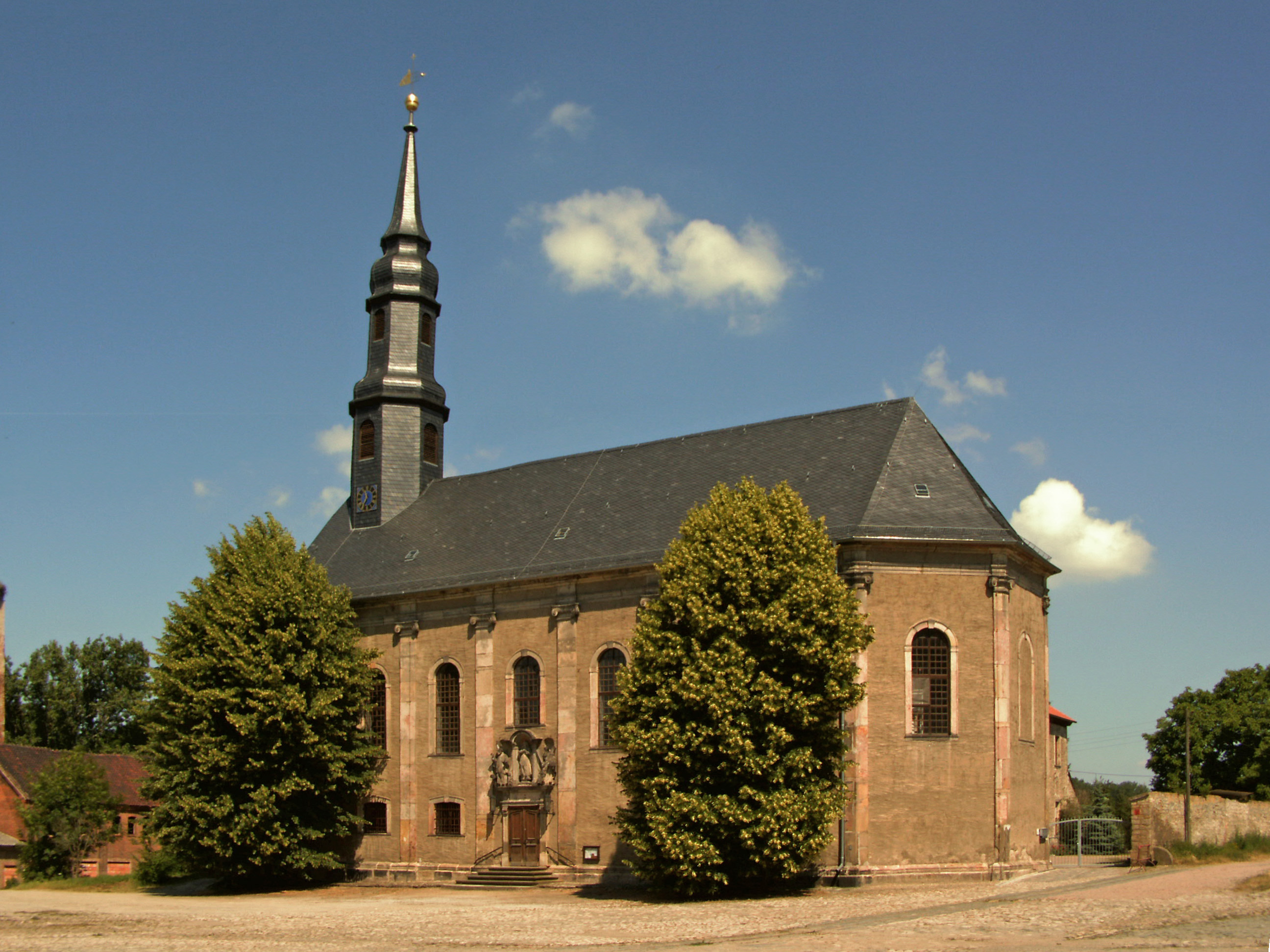
아델슬레벤의 성 니콜라스 교회

베겔레벤(독일어: Wegeleben)은 독일 작센안할트주에 있는 마을이다. 인구는 2,458명이다. 